# چارلز آلفرد بالانس
چارلز آلفرد بالانس (انگلیسی: Charles Alfred Ballance؛ ۳۰ اوت ۱۸۵۶ – ۹ فوریه ۱۹۳۶) دانشمند و سیاست‌مدار اهل بریتانیا بود.